# Mateuszowo
Mateuszowo – wieś w Polsce położona w województwie lubelskim, w powiecie chełmskim, w gminie Dubienka.
W latach 1975–1998 miejscowość administracyjnie należała do województwa chełmskiego. 
Według Narodowego Spisu Powszechnego (III 2011 r.) liczyła 8 mieszkańców i była dziewiętnastą co do wielkości miejscowością gminy Dubienka. Wieś wśród lasów, położona około 5 km na północny zachód od Dubienki.
Wierni Kościoła rzymskokatolickiego należą do parafii Trójcy Przenajświętszej w Dubience.